# Glacier Ferrar
Le glacier Ferrar est un glacier antarctique mesurant environ 56 km de long et s'étendant du plateau de la Terre Victoria jusqu'à New Harbor dans le détroit de McMurdo. Le glacier naît entre la chaîne Quartermain et le chaînon de la Royal Society, s'épanche vers le nord-est, puis bifurque vers l'est au niveau de Knobhead, où il s'appuie contre le glacier Taylor. De là il continue entre le versant sud des collines Kukri et le versant nord du chaînon de la Royal Society jusqu'à New Harbor.
Il a été découvert par l'expédition Discovery (1901-1904) emmenée par le capitaine Robert Falcon Scott, qui le nomme en l'honneur de Hartley Ferrar, le géologue de l'expédition. Ce nom désignait autrefois ce glacier et le glacier Taylor. Griffith Taylor, géologue de l'expédition Terra Nova (1910-1913), aussi sous le commandement de Scott, découvrira que ce ne sont pas deux parties d'un même glacier mais deux glaciers distincts. Scott nomme alors l'autre glacier en honneur de Taylor.

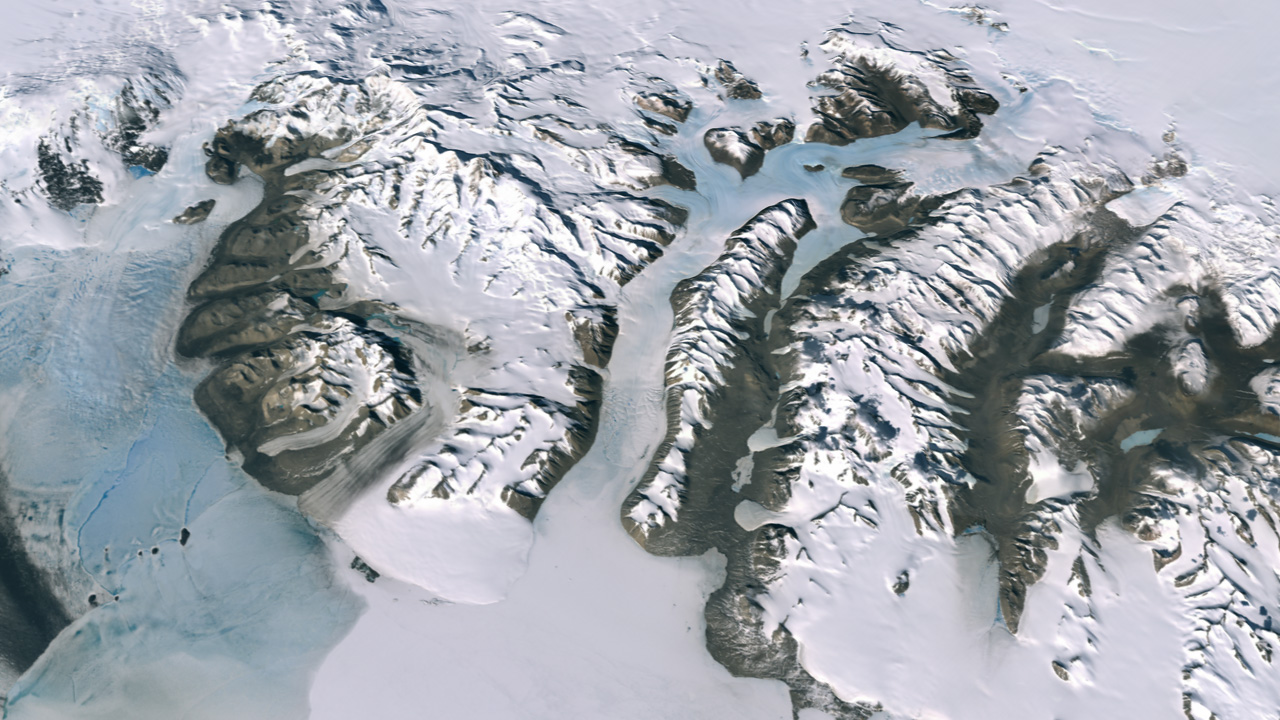
Vue aérienne du glacier Ferrar (au centre), avec le chaînon de la Royal Society (à gauche) et les vallées sèches de McMurdo (à droite).